# 오수용
오수용(吳秀容, 1944년 7월 20일 ~ )은 조선민주주의인민공화국의 정치인이다. 조선로동당 중앙위원회 정치국 위원, 당 중앙위원회 정무국 부위원장, 최고인민회의 제12기 대의원이다.

## 경력
1944년 일제강점기 평안남도 평양에서 출생하였으며 한때 평안남도 대동에서 잠시 유아기를 보낸 적이 있고 평안남도 남포에서 잠시 유년기를 보낸 적이 있는 그는 김책공업종합대학을 나왔으며, 전자자동화공업위원회 기술국 국장을 거쳐 1994년 9월 전자자동화공업위원회 제1부위원장에 임명되었다. 1998년 9월 금속기계공업성 부상에 이어 1999년 12월 전자공업상에 올랐다.
2009년 4월 전자공업상에서 물러나 내각 부총리에 임명되었다. 2010년 6월 내각 부총리에서 물러나 같은 해 7월부터 함경북도 당위원회 책임비서를 맡고 있다. 2010년 9월, 조선로동당 중앙위원회 위원에 선임되었다.

## 최고인민회의 대의원
2003년 최고인민회의 제11기 대의원을 지냈으며, 2009년 4월이후 제12기 대의원으로 있다.

## 기타
2010년 11월 조명록, 2011년 김정일, 2013년 김국태 사망 당시에 국가 장의위원회 위원을 맡았다.

## 같이 보기
- 조선민주주의인민공화국의 정치